# سایه‌نویس (مجموعه تلویزیونی)
مجموعه تلویزیونی داستان معمایی آمریکایی روح نویسنده (به انگلیسی: Ghost Writer) در سال ۲۰۱۹ توسط شرکت اپل پلاس به کاگردانی آوریل وینی کارگردانی شده و تا کنون ادامه دارد، از هنرپیشگان این مجموعه می‌توان به Hannah levinson و Amadi chapata و Isaac Arellanes اشاره کرد. موضوع این مجموعه دربارهٔ یک روح است که شخصیت‌های کتاب‌های مختلف را به دنیای واقعی می‌آورد و روبن و دوستانش را به دردسر می‌اندازد